# Franc Zmazek
Franc Zmazek, slovenski rimskokatoliški duhovnik in krajevni zgodovinar, * 3. november 1844, Radoslavci, † 19. oktober 1918, Benedikt.

## Življenje in delo
Rodil se je kmečkim staršem očetu Jožefu in materi Mariji (rojena Rakoša). Gimnazijo je obiskoval v Mariboru (1858-1866), nato moral k vojakom in bil do 1869 v kadetnici v Trstu (dosegel čin častnika), hkrati študiral bogoslovje in polagal v Mariboru izpite. Leta 1869 je bil sprejet v 3. letnik mariborskega bogoslovja in 1870 posvečen. Kaplanoval je v Malečniku (prej Sv. Peter, 1870–1879) in v Starem trgu pri Slovenj Gradecu (1879–1882), bil župnik na Destrniku (1882-1894) in Benediktu (1894-1918). Tu je ustanovil Vinorejsko društvo ter pisal župnijsko kroniko, v katero je vključil tudi svoj življenjepis. 
Franc Zmazek je že kot dijak dopisoval v razne časopise, med drugim tudi v Novice in Slovenca. Zanimanje za krajevne posebnosti in domačo zgodovino mu je zbudil v gimnazijskih letih katehet Davorin Trstenjak. V Malečniku je na podlagi rokopisa M. Breznika Beschreibung über die Pfarre u. Pfarrkirche St. Peter unter Marburg (1808) sestavil domoznansko knjigo Fara sv. Petra pri Mariboru (samozaložba, 1879), ki so jo pozneje uporabljali Jožef Pajek, Matej Štrakl in drugi, ko so dopolnjevali zgodovinsko sliko tega kraja.